# Ben McLachlan
Ben McLachlan, japonsky: マクラクラン 勉, Makurakuran Ben, (* 10. května 1992 Queenstown) je japonský profesionální tenista, deblový specialista, který mezi lety 2012–2017 reprezentoval rodný Nový Zéland. V červnu 2017 začal nastupovat za Japonsko a zvolil tak zemi původu své matky. Ve své dosavadní kariéře na okruhu ATP Tour vyhrál sedm deblových turnajů. Na challengerech ATP a okruhu ITF získal sedmnáct titulů ve čtyřhře.
Na žebříčku ATP byl ve dvouhře nejvýše klasifikován v červnu 2015 na 729. místě a ve čtyřhře pak v listopadu 2018 na 18. místě. Trénují ho Lan Bale a Riki McLachlan.
V japonském daviscupovém týmu debutoval v roce 2017 světovou baráží proti Brazílii, v níž po boku Jasutaky Učijamy prohráli sobotní čtyřhru s Melem a Soaresem. Japonci zvítězili 3:1 na zápasy. Do roku 2021 v soutěži nastoupil k sedmi mezistátním utkáním s bilancí 0–0 ve dvouhře a 1–6 ve čtyřhře.

## Tenisová kariéra
V sezóně 2017 získal první tři deblové tituly na challengerech, když se spoluhráči vyhrál Internazionali di Tennis dell'Umbria, Gwangju Open a Kobe Challenger. Do premiérového finále na okruhu ATP World Tour postoupil na říjnovém Rakuten Japan Open Tennis Championships 2017 v Tokiu, když ve finále čtyřhry s Jasutakou Učijamou porazili favorizované britsko-brazilské turnajové dvojky Jamieho Murrayho s Brunem Soaresem po dvousetovém průběhu. Bodový zisk po turnaji z kategorie ATP 500 znamenal, že postoupil na nové žebříčkové maximum, když mu 9. října 2017 patřila 80. příčka ve čtyřhře. Již ve čtvrtfinále vyřadili třetí světovou dvojici Jean-Julien Rojer a Horia Tecău.
Debut v hlavní soutěži nejvyšší grandslamové kategorie zaznamenal v mužském deblu Australian Open 2018, do něhož nastoupil s Němcem Janem-Lennardem Struffem. Po výhře nad prvním světovým párem Łukasz Kubot a Marcelo Melo prošli do semifinále, v němž je vyřadila sedmá nasazená dvojice Oliver Marach a Mate Pavić.
Po boku Francouze Huga Nyse se probojovali do finále únorového Open Sud de France 2018 v Montpellier, kde nestačili na britskou bratrskou dvojici Kena a Neala Skupských. Jako poražení semifinalisté pak dohráli na Delray Beach Open 2018 s pozdějšími vítězi Sockem a Withrowem. Opět se Struffem se představil v deblové soutěži Miami Open 2018, v níž mezi poslední čtveřicí párů nenašli recept na dvojčata Bryanovi.
Do závěrečného boje o titul postoupil ve čtyřhře na antukovém Istanbul Open 2018, kde se jeho partnerem stal Američan Nicholas Monroe. V roli nejvýše nasazených však v utkání podlehli britsko-švédskému páru Dominic Inglot a Robert Lindstedt až v rozhodujícím supertiebreaku. Na Roland Garros 2018 pak v úvodní fázi utržili se Struffem porážku od dvojice Marcelo Arevalo a Jamie Cerretani.

## Soukromý život
Narodil se roku 1992 v novozélandském Queenstownu do rodiny novozélandského pilota a spisovatele Craiga a japonské matky Juriko McLachlanových. Má staršího bratra Riki McLachlana, s nímž hrál na Kalifornské univerzitě v Berkeley tenis (2011–2014) a poté jej začal sourozenec trénovat.
Za preferovaný povrch uvedl trávu a jako silný úder podání. Do června 2017 nastupoval za Nový Zéland a poté začal reprezentovat Japonsko, a to i v rámci Davis Cupu. Vzhledem k restriktivnímu pravidlu z roku 2015, tak již nemůže změnit daviscupový výběr za novozélandský tým.

## Finále na okruhu ATP Tour
| Legenda                   |
| D – dvouhra; Č – čtyřhra  |
| Grand Slam (0)            |
| Turnaj mistrů (0)         |
| ATP Tour Masters 1000 (0) |
| ATP Tour 500 (3–1 Č)      |
| ATP Tour 250 (4–4 Č)      |

### Čtyřhra: 12 (7–5)
| Stav      | č. | datum          | turnaj                          | povrch    | spoluhráč          | soupeři ve finále               | výsledek              |
| --------- | -- | -------------- | ------------------------------- | --------- | ------------------ | ------------------------------- | --------------------- |
| Vítěz     | 1. | 8. října 2017  | Tokio, Japonsko                 | tvrdý     | Jasutaka Učijama   | Jamie Murray Bruno Soares       | 6–4, 7–6(7–1)         |
| Finalista | 1. | 12. února 2018 | Montpellier, Francie            | tvrdý (h) | Hugo Nys           | Ken Skupski Neal Skupski        | 6–7(2–7), 4–6         |
| Finalista | 2. | 6. května 2018 | Istanbul, Turecko               | antuka    | Nicholas Monroe    | Dominic Inglot Robert Lindstedt | 3–6, 6–3, [8–10]      |
| Vítěz     | 2. | září 2018      | Šen-čen, Čína                   | tvrdý     | Joe Salisbury      | Robert Lindstedt Rajeev Ram     | 7–6(7–5), 7–6(7–4)    |
| Vítěz     | 3. | říjen 2018     | Tokio, Japonsko (2)             | tvrdý (h) | Jan-Lennard Struff | Raven Klaasen Michael Venus     | 6–4, 7–5              |
| Vítěz     | 4. | leden 2019     | Auckland, Nový Zéland           | tvrdý     | Jan-Lennard Struff | Raven Klaasen Michael Venus     | 6–3, 6–4              |
| Finalista | 3. | únor 2019      | Marseille, Francie              | tvrdý (h) | Matwé Middelkoop   | Jérémy Chardy Fabrice Martin    | 3–6, 7–6(7–4), [3–10] |
| Finalista | 4. | březen 2019    | Dubaj, Spojené arabské emiráty  | tvrdý     | Jan-Lennard Struff | Rajeev Ram Joe Salisbury        | 6–7(4–7), 3–6         |
| Vítěz     | 5. | leden 2020     | Auckland, Nový Zéland (2)       | tvrdý     | Luke Bambridge     | Marcus Daniell Philipp Oswald   | 7–6(7–3), 6–3         |
| Finalista | 5. | únor 2020      | Delray Beach, Spojené státy     | tvrdý     | Luke Bambridge     | Bob Bryan Mike Bryan            | 6–3, 5–7, [5–10]      |
| Vítěz     | 6. | říjen 2020     | Kolín nad Rýnem, Německo        | tvrdý (h) | Raven Klaasen      | Kevin Krawietz Andreas Mies     | 6–2, 6–4              |
| Vítěz     | 7. | 8. srpna 2021  | Washington, D.C., Spojené státy | tvrdý     | Raven Klaasen      | Neal Skupski Michael Venus      | 7–6(7–4), 6–4         |

## Finále na challengerech ATP a okruhu Futures
| Legenda                    |
| -------------------------- |
| Challengery (0–0 D; 4–4 Č) |
| Futures (0–1 D; 13–6 Č)    |

### Dvouhra: (0–1)
| Stav      | č. | datum         | turnaj                   | povrch | soupeř ve finále | výsledek |
| --------- | -- | ------------- | ------------------------ | ------ | ---------------- | -------- |
| Finalista | 1. | listopad 2014 | Pensacola, Spojené státy | antuka | Théo Fournerie   | 2–6, 5–7 |

### Čtyřhra (17 titulů)
| č.  | datum          | turnaj                     | povrch      | spoluhráč         | poražení finalisté                      | výsledek                   |
| --- | -------------- | -------------------------- | ----------- | ----------------- | --------------------------------------- | -------------------------- |
| 1.  | listopad 2014  | Pensacola, Spojené státy   | antuka      | Justin S. Shane   | Julian Cash Florian Lakat               | 7–6(7–2), 6–2              |
| 2.  | květen 2015    | Orange Park, Spojené státy | tvrdý       | Jean-Yves Aubone  | Maximiliano Estévez Facundo Mena        | 6–4, 6–4                   |
| 3.  | červen 2015    | Karuizawa, Japonsko        | antuka      | Keisuke Watanuki  | Šó Katajama Arata Onozawa               | 6–1, 3–6, [10–3]           |
| 4.  | červen 2015    | Akišima, Japonsko          | antuka      | Juja Kibi         | Arata Onozawa Keisuke Watanuki          | 6–3, 6–2                   |
| 5.  | srpen 2015     | Aškelon, Izrael            | tvrdý       | Jarryd Chaplin    | Jonathan Kanar Elie Rousset             | 6–2, 4–6, [10–8]           |
| 6.  | září 2015      | Kirjat Gat, Izrael         | tvrdý       | Jarryd Chaplin    | Mor Bulis Edan Lešem                    | 7–6(7–2), 6–2              |
| 7.  | září 2015      | Meitar, Izrael             | tvrdý       | Jarryd Chaplin    | Michael Geerts Stefano Napolitano       | 7–6(7–5), 6–3              |
| 8.  | únor 2016      | Baku, Ázerbájdžán          | koberec (h) | Mikelis Libietis  | Sandžar Fajzijev Timur Chabibulin       | 7–6(7–2), 6–7(2–7), [10–6] |
| 9.  | únor 2016      | Tel Aviv, Izrael           | tvrdý       | Mikelis Libietis  | Alexios Halebian Ryan Lipman            | 3–6, 7–6(7–3), [12–10]     |
| 10. | duben 2016     | Cukuba, Japonsko           | tvrdý       | Finn Tearney      | Juiči Itó Šó Katajama                   | 3–6, 6–4, [10–4]           |
| 11. | květen 2016    | Ramat Gan, Izrael          | tvrdý       | Jarryd Chaplin    | Nicolas Meister Hunter Reese            | 7–5, 7–6(7–1)              |
| 12. | červen 2016    | Kirjat Šmona, Izrael       | tvrdý       | Jarryd Chaplin    | Cameron Silverman Quinnton Vega         | 6–2, 6–3                   |
| 13. | červen 2016    | Akko, Izrael               | tvrdý       | Jarryd Chaplin    | Nick Chappell Milen Ianakiev            | 2–6, 6–3, [10–5]           |
| 1.  | červen 2017    | Todi, Itálie               | antuka      | Steven de Waard   | Marin Draganja Tomislav Draganja        | 6–7(7–9), 6–4, [10–7]      |
| 2.  | září 2017      | Kwangdžu, Jižní Korea      | tvrdý       | Čchen Tchi        | Jarryd Chaplin Luke Saville             | 2–6, 7–6(7–1), [10–1]      |
| 3.  | listopadu 2017 | Kóbe, Japonsko             | tvrdý (h)   | Jasutaka Učijama  | Džívan Nedunčežijan Christopher Rungkat | 4–6, 6–3, [10–8]           |
| 4.  | červen 2019    | Surbiton, Velká Británie   | tráva       | Marcel Granollers | Kwon Sun-u Ramkumar Ramanathan          | 4–6, 6–3, [10–2]           |